# 赤田功輝
赤田 功輝（あかだ こうき、1998年12月23日 - ）は、日本の総合格闘家、キックボクサー。KTT所属。青森県青森市出身。2025年6月まで赤田プレイボイ功輝名義で活動。

## 来歴
20歳よりキックボクシングを始める。
2020年10月24日にKrushが開催した「Krush-EX 2020 vol.2」でキックボクサーとしてプロデビュー。尾関啓馬と対戦し、1R2分59秒でレフェリーストップによるTKO勝ち。
2024年4月21日、皇治主催の格闘技イベント「NARIAGARI vol.4」で開催されたライト級1dayトーナメントに出場。1回戦で良太と対戦し、左右のフックを使うも蹴りで制圧され0-3の判定負け。
2024年11月4日にDEEPが開催した「DEEP 122 IMPACT」で総合格闘家としてデビュー（アマチュア）。鳥次亜流と対戦し、左フックでダウンを奪いパウンドで1RTKO勝利。
2024年12月31日にRIZINが開催した「RIZIN DECADE」で行われた、朝倉未来率いる「BreakingDown軍」と平本蓮率いる「BLACK ROSE軍」の対抗戦『雷神番外地』に「BLACK ROSE軍」の選手として出場し、総合格闘家としてプロデビュー。五明宏人と対戦し、1Rに縦肘で額をカットされ3Rに右フックでダウンを奪うも判定1-2で敗北。同試合の判定についてRIZINへ抗議文を送るも、2024年1月13日、JMOC一般社団法人日本MMAの公式Youtubeから判定基準や見解についての動画が上がり、JMOCは抗議文を受けつけなかった。
2025年6月22日に朝倉未来がYouTubeで公開した緊急会見の動画に出演し、同年7月13日にBreakingDownが開催する「BreakingDown16」に出場すること、平本蓮の格闘家チーム「BLACK ROSE（ブラックローズ）」を同年5月に脱退したことを発表した。BLACK ROSE脱退について朝倉から「円満に？」と聞かれると、「円満じゃない」「（ブラックローズとは）付き合いない」「ブラックローズぶっ潰したい」などと答えた。会見では因縁のあった西谷大成、西谷との対戦が予定されていた井原良太郎、YURAを含む4名によるくじ引きで対戦カードが決められ、西谷と対戦することが決定した。同日に自身のYouTubeチャンネルを更新し、BLACK ROSE脱退について「チームとの考え方が合わなくなった」「イチ選手として活躍していきたいなって思った」などと話した。また、リングネームであった「赤田プレイボイ功輝」から平本が名付けた「プレイボイ」を外し、赤田功輝名義で活動していくことを報告した。
2025年7月6日に自身のYouTubeチャンネルで、RIZINの仲介のもと平本と「契約書」を交わしたことを報告。これについて平本は、赤田がBreakingDown出場交渉によってRIZINとの契約を違反をしていたために、BreakingDownに出場できるように取り計らっただけであると説明した。
2025年7月13日におおきにアリーナ舞洲で開催された「BreakingDown16」のメインイベントとして1分3ラウンドルールで西谷大成と対戦し、2回に左ストレートでダウンを奪う。西谷は立ち上がったが、ケージにもたれかかり、レフェリーに背を向けた状態で10カウントが過ぎたことからKO勝利となった。勝利者マイクではBreakingDown代表の朝倉未来に向けて、超RIZINに出たい、一緒に推薦してRIZINの事務所に行ってほしい、などとアピールした。
2025年7月22日、『超RIZIN.4 真夏の喧嘩祭り』で秋元強真と対戦予定であったカルシャガ・ダウトベックの欠場に伴い、代役として出場することが発表された。7月27日に開催された『超RIZIN.4』で秋元と対戦し、1回2分57秒にリアネイキッドチョークを極められ、一本負け。前日計量のフェイスオフでは、秋元に頭をぶつけると突き飛ばされ、乱闘騒ぎとなっていた。

## 戦績

### プロ総合格闘技
| 総合格闘技 戦績 | 総合格闘技 戦績 | 総合格闘技 戦績 | 総合格闘技 戦績 | 総合格闘技 戦績 | 総合格闘技 戦績 | 総合格闘技 戦績 |
| --------------- | --------------- | --------------- | --------------- | --------------- | --------------- | --------------- |
| 3 試合          | (T)KO           | 一本            | 判定            | その他          | 引き分け        | 無効試合        |
| 0 勝            | 0               | 0               | 0               | 0               | 0               | 0               |
| 3 敗            | 0               | 1               | 2               | 0               | 0               | 0               |

| 勝敗 | 対戦相手         | 試合結果                     | 大会名                   | 開催年月日     |
| ×    | 秋元強真         | 1R 2:57 リアネイキドチョーク | 超RIZIN.4 真夏の喧嘩祭り | 2025年7月27日  |
| ×    | 魚井フルスイング | 5分3R終了 判定1-2            | RIZIN.50                 | 2025年3月30日  |
| ×    | 五明宏人         | 5分3R終了 判定1-2            | RIZIN DECADE             | 2024年12月31日 |

### プロキックボクシング
| キックボクシング 戦績 | キックボクシング 戦績 | キックボクシング 戦績 | キックボクシング 戦績 | キックボクシング 戦績 | キックボクシング 戦績 | キックボクシング 戦績 |
| --------------------- | --------------------- | --------------------- | --------------------- | --------------------- | --------------------- | --------------------- |
| 8 試合                | (T)KO                 | 判定                  | その他                | 引き分け              | 無効試合              |                       |
| 4 勝                  | 3                     | 1                     | 0                     | 1                     | 0                     |                       |
| 3 敗                  | 0                     | 3                     | 0                     | 1                     | 0                     |                       |

| 勝敗 | 対戦相手 | 試合結果                          | 大会名                                            | 開催年月日     |
| ×    | 良太     | 1R終了 判定0-3                    | NARIAGARI vol.4 【ライト級1dayトーナメント1回戦】 | 2024年4月21日  |
| ×    | 目黒翔太 | 3R終了 判定0-2                    | Krush.148                                         | 2023年4月28日  |
| ○    | 金子大輝 | 3R終了 判定3-0                    | Krush.142                                         | 2022年10月28日 |
| ○    | 松本和樹 | 3R 1:35 TKO（ローキック）         | Krush.140                                         | 2022年8月27日  |
| ×    | 児玉兼慎 | 3R終了 判定0-3                    | Krush.129                                         | 2021年9月24日  |
| △    | 北村夏輝 | 3R終了 判定1-0                    | K-1 WORLD GP 2021 JAPAN ～K’FESTA.4 Day.1～       | 2021年3月21日  |
| ○    | 佐野純平 | 1R 2:50 KO（3ダウン）             | Krush.120                                         | 2020年12月19日 |
| ○    | 尾関啓馬 | 1R 2:59 TKO（レフェリーストップ） | Krush-EX 2020 vol.2                               | 2020年10月24日 |

### アマチュア総合格闘技
| 勝敗 | 対戦相手 | 試合結果                         | 大会名          | 開催年月日    |
| ○    | 鳥次亜流 | 1R 1:42 TKO（左フック→パウンド） | DEEP 122 IMPACT | 2024年11月4日 |

### アマチュアキックボクシング
| 勝敗 | 対戦相手 | 試合結果              | 大会名         | 開催年月日    |
| ○    | 西谷大成 | 2R TKO (左ストレート) | BreakingDown16 | 2025年7月13日 |

## 出演

### テレビ
- 18禁の恋がしたい[18]（2021年9月10日 - 10月31日、Paravi）
- ヒロミ・指原の“恋のお世話始めました”（2022年8月18日[19]、2023年3月9日[20]、テレビ朝日・ABEMA）

### 試合映像
1. ↑  『【試合映像】赤田 プレイボイ 功輝 VS 鳥次 亜瑠【DEEP 122 IMPACT】』DEEP チャンネル、2024年。